# جين بايبر
جين غيبسون بايبر (1916-1991) فنانة أمريكية اشتهرت بعروضها المجردة عن الطبيعة الصامتة. استنادًا إلى التقليد الحداثي الفرنسي لماتيس وسيزان، أعطت الألوان الأفضلية على التصوير. بعد فترة وجيزة من وفاتها، قال أحد النقاد «عملت بايبر طوال حياتها المهنية ضمن نطاق حسي ضيق نسبيًا. كانت مهتمة بالتنظيم المكاني وبإنشاء مساحة من خلال الاهتمامات اللونية لرسام آخر كانت معجبة به هو هنري ماتيس. يوجد لمسة لماتيس في أعمالها اللاحقة، ولكن لا يوجد مؤشر على أنها كانت تحاول تقليده؛ يعكس هذا الصدى مخاوفهما المشتركة». قدمت منذ معرضها الأول في عام 1943 وحتى نهاية حياتها ما مجموعه أربعة وثلاثين معرضًا منفردًا في فيلادلفيا ونيويورك ومعارض الساحل الشرقي الأخرى، وجمعت أعمالها المتاحف الكبرى بما فيها متحف فيلادلفيا للفنون، وأكاديمية بنسلفانيا للفنون الجميلة، ومتحف بروكلين، والأكاديمية الوطنية للتصميم، ومجموعة فيليبس، ومتحف كارنيجي للفنون.

## بداية حياتها وتدريبها
نشأت بايبر في عائلة ناجحة وذات روابط جيدة مع بعضها في فيلادلفيا. في سن التاسعة، أمضت عامًا في فندق صغير في مدينة كان، حيث شاهدت فنانًا هاويًا خلال عمله، وأصبحت مفتونة بالرسم وأقنعت بعد ذلك والدها المتردد بتسجيلها في صف فنون. بعد بضع سنوات من الدراسة تحت إشراف فنانة فيلادلفيا غريس غيمبرلينغ، تمكنت من دراسة الفن كطالبة داخلية في مدرسة خاصة للبنات، وهي مدرسة ويستوفر في ميدلبيري، كونيكتيكت. تخرجت في عام 1935، وعادت إلى فيلادلفيا حيث درست في أكاديمية بنسلفانيا للفنون الجميلة، أولًا تحت إشراف دانييل غاربر، الذي اعتبرت أنه استبدادي للغاية، ثم تحت إشراف آرثر كارليس الذي شعرت أن تعليماته هي الأكثر فائدة من بين جميع معلميها والذي ظل تأثيره الفني معها لبقية حياتها المهنية. التحقت في عام 1936 أيضًا للدراسة الخاصة مع الفنان والجامع إيرل هورتر. في الاستوديو الخاص به، جعلها اتصالها الوثيق والمتكرر بلوحات بيكاسو وبراك وماتيس تدرك إمكانيات جديدة في عملها الخاص. تعزز تأثير الحداثة الفرنسية على عملها من خلال دراستها غير الرسمية في باريس عام 1937 وفترات الدراسة في مجموعة بارنز في عام 1938. بعد ذلك بثلاث سنوات أمضت أشهر الصيف في المدرسة التي أنشأها هانز هوفمان في بروفينستاون، ماساتشوستس. قدرت بايبر تعليمات هوفمان لكنها فضلت تعليمات كارليس أكثر منها.

### المعارض والاستقبال النقدي لها
على الرغم من أن بايبر كانت فنانة غزيرة الإنتاج، ومخلصة بشدة لعملها، غير أنها لم تكن بحاجة إلى دخل من المبيعات وكانت تظهر بنفس التكرار في المعارض غير التجارية كما المعارض التجارية منها. كان أول ظهور لها في معرض عام في عام 1931عندما أضيفت لوحة لها في عرض فني للأطفال في منظمة ثقافية نسائية في فيلادلفيا تسمى نادي البلاستيك. أنشأت غريس غيمبرلينغ المعرض لعرض أعمال طلابها الصغار. كانت مساهمة بايبر من خلال مجموعة من الصور حول موضوع الغيرة. عندما راجع سي إتش بونتي من صحيفة فيلادلفيا إنكوايرر العرض، وجد أن العمل طبيعي وعفوي بشكل عام وأن مجموعة الغيرة على وجه الخصوص غامرة عاطفيًا.
تظهر لوحة بايبر غير المسماة وغير الموقعة من 1942-1943، والتي تسمى «تكوين باللون الأحمر»، كيف كان أسلوب عملها في بداية حياتها المهنية. شاركت خلال حياتها المهنية في المعارض التي أقامتها المنظمات غير التجارية بما في ذلك العروض الجماعية والفردية في اتحاد فيلادلفيا للفنون، وأكاديمية بنسلفانيا للفنون الجميلة، ومتحف وودمير للفنون، ومهرجان فيلادلفيا للفنون، ومركز فيلادلفيا للهندسة المعمارية، ومركز شلتنهام للفنون، ومركز والينغفورد المجتمعي، وصالات العرض في مدرسة الأصدقاء المركزية، وكلية سوارثمور، وجامعة ليهاي ومدرسة استوديو نيويورك. أقيم معرض متنقل لأول مرة بعنوان «جين بايبر: لوحات استذكارية، 1940-1985» في جامعة جيمس ماديسون في عام 1985. ظهرت بايبر في عام 1943 لأول مرة في معرض تجاري. من اللافت للنظر أن هذا الظهور الأول كان معرضًا منفردًا. كان المكان هو معرض روبرت كارلين في فيلادلفيا. حصلت على عرضٍ منفردٍ ثانٍ في كارلين عام 1959. أول معرض منفرد لها كان في معرض تجاري في نيويورك في معرض بونستيل في عام 1947. وشملت العروض التجارية الفردية الأخرى معرض دوبين (فيلادلفيا، 1954)، معرض بارما (نيويورك، 1958)، معرض شيري ستون (ويلفليت، ماس، 1971)، معرض بودلي (نيويورك، 1981)، معرض مانغل (فيلادلفيا، 1987)، ومعرض رايزينغ تايد (ويلفليت، ماس، 1990).  أقامت أيضًا، بداية من عام 1971، ثمانية معارض فردية في معرض غروس ماكليف في فيلادلفيا. أقامت بايبر على امتداد حياتها المهنية أربعة وثلاثين معرضًا منفردًا في صالات عرض تجارية وغير تجارية في فيلادلفيا ونيويورك وكيب كود.
تشير لوحة بايبر غير المعنونة لعام 1961 إلى الأسلوب غير الهادف لعملها في وقت متأخر من حياتها المهنية.
كان الاستقبال النقدي لعمل بايبر لا مباليًا في البداية ولكنه ازداد قوة مع تقدم حياتها المهنية. عند مراجعة عرضها الأول في عام 1943، اشتكى أحد النقاد من أن اللوحات كانت مجردة وزخرفية بشكل مفرط، «تم تعديلها بشكل مثير للإعجاب لتزيين الغرف الحديثة». في عام 1956، حظيت لوحاتها بالثناء بصفتها «تجريدات شاعرية مليئة بالضوء». في ذروة حياتها المهنية في عام 1983، وجد أحد النقاد أن «ارتباطها الشاعري الدائم بالطبيعة والبيئة المحلية، والسعي وراء تصور فردي استثنائي، يصنفها بقوة ضمن أسلوب أمريكي قوي، على الرغم من أنها تظل منفصلة روحيًا عن أي اتجاه أو حركة». بعد بضع سنوات، تم الاعتراف بها بسبب «نهجها الأصلي والجريء» الذي كان «راسخًا في أسلوب الرسم الأمريكي العظيم للطبيعة الصامتة».
تُظهر فاكهة وزهور بايبر لعام 1974 تعاملها مع الأشياء بأسلوب تجريدي.
في عام 1986، كتب مشرف كان قد نظم معرضًا استذكاريًا لأعمالها أنها «تمنح إحساسًا بالسحر أثناء تطويرها تناغمات معقدة جديدة من الأشكال والألوان»، وقال أحد النقاد، الذي وصف بايبر بأنها واحدة من أفضل الفنانين في فيلادلفيا، إن لوحاتها «مع تفضيلها للألوان الصفراء والبرتقالية والحمراء والأزرق والأخضر الصافي، توضح صورة أصلية لبيئتها المحلية والطبيعة السخية وإنتاجها الغزير». وتابع هذا الناقد: «من الواضح أن هذه الفنانة الموهوبة نجحت في خلق بيئة معيشية وعملية لها علاقة مباشرة بحياتها الإبداعية كفنانة». أطلق على بايبر في عام 2010، أي بعد تسعة عشر عامًا من وفاتها، لقب «واحدة من أفضل الرسامين في فيلادلفيا» وبعد ثلاث سنوات أطلق عليها لقب «واحدة من أبرز الرسامين الحداثيين في فيلادلفيا».